# Холмська сільська рада
Хо́лмська сільська́ ра́да — колишня адміністративно-територіальна одиниця та орган місцевого самоврядування в Арцизькому районі Одеської області. Адміністративний центр — село Холмське.

## Загальні відомості
Холмська сільська рада утворена в 1965 році.
- Територія ради: 42,2 км²
- Населення ради: 2 979 осіб (станом на 2001 рік)

## Населені пункти
Сільській раді підпорядковані населені пункти:
- с. Холмське
- с-ще Новохолмське

## Населення
Згідно з переписом 1989 року населення сільської ради становило 3126 осіб, з яких 1465 чоловіків та 1661 жінка.
За переписом населення 2001 року в сільській раді мешкало 2837 осіб.

### Мова
Розподіл населення за рідною мовою за даними перепису 2001 року:
| Мова       | Відсоток |
| ---------- | -------- |
| болгарська | 89,46 %  |
| українська | 4,5 %    |
| російська  | 4,33 %   |
| молдовська | 0,81 %   |
| гагаузька  | 0,6 %    |
| білоруська | 0,03 %   |

## Склад ради
Рада складається з 20 депутатів та голови.
- Голова ради: Балабан Дмитро Степанович
- Секретар ради: Христова Домнікія Афанасіївна

### Керівний склад попередніх скликань
| Прізвище, ім'я, по батькові | Основні відомості                                                         | Дата обрання | Дата звільнення |
| --------------------------- | ------------------------------------------------------------------------- | ------------ | --------------- |
| Балабан Дмитро Степанович   | Сільський голова, 1955 року народження, освіта вища, безпартійний         | 26.03.2006   | 31.10.2010      |
| Балабан Дмитро Степанович   | Сільський голова, 1955 року народження, освіта вища, член Партії регіонів | 31.10.2010   |                 |

Примітка: таблиця складена за даними сайту Верховної Ради України

### Депутати
За результатами місцевих виборів 2010 року депутатами ради стали:

#### За суб'єктами висування
| Суб'єкт висування                                       | Кількість обраних депутатів | %  |
| ------------------------------------------------------- | --------------------------- | -- |
| Партія регіонів                                         | 10                          | 50 |
| Самовисування                                           | 6                           | 30 |
| Політична партія Всеукраїнське об'єднання «Батьківщина» | 2                           | 10 |
| Соціалістична партія України                            | 2                           | 10 |

#### За округами
| № округу                                                | Прізвище, ім'я, по батькові   | Дата визнання обраним | Освіта             | Партійна приналежність                        | Відомості про обраного депутата                       |
| ------------------------------------------------------- | ----------------------------- | --------------------- | ------------------ | --------------------------------------------- | ----------------------------------------------------- |
| Партія регіонів                                         |                               |                       |                    |                                               |                                                       |
| 1                                                       | Пельтек Микола Трифонович     | 01.11.2010            | вища               | член Партії регіонів                          | ветеринарна лікарня, лікар — ветеринар                |
| 4                                                       | Федоров Дмитро Георгійович    | 01.11.2010            | вища               | член Партії регіонів                          | фермерське господарство «Діметра», голова             |
| 5                                                       | Шидерев Микола Іванович       | 01.11.2010            | середня спеціальна | член Партії регіонів                          | фермерське господарство «Промінь», агроном            |
| 7                                                       | Чуфарлічева Лілія Миколаїва   | 01.11.2010            | вища               | член Партії регіонів                          | Холмська амбулаторія, завідувачка                     |
| 8                                                       | Атанасій Степан Іванович      | 01.11.2010            | вища               | член Партії регіонів                          | ДСО «Колос», інструктор із спорту                     |
| 9                                                       | Мінчев Захарій Георгійович    | 01.11.2010            | вища               | член Партії регіонів                          | Холмська загальноосвітня школа, вчитель               |
| 10                                                      | Ніколов Василь Іванович       | 01.11.2010            | вища               | член Партії регіонів                          | фермерське господарство «Лан», голова                 |
| 12                                                      | Христова Домнікія Афанасіївна | 01.11.2010            | вища               | член Партії регіонів                          | Холмська сільська рада, секретар                      |
| 13                                                      | Тодорова Степанида Іванівна   | 01.11.2010            | вища               | член Партії регіонів                          | фермерське господарство «Промінь», головний бухгалтер |
| 18                                                      | Волков Дмитро Георгійович     | 01.11.2010            | вища               | член Партії регіонів                          | Холмська сільська рада, землевпорядник                |
| Політична партія Всеукраїнське об'єднання «Батьківщина» |                               |                       |                    |                                               |                                                       |
| 11                                                      | Батанова Марія Іванівна       | 01.11.2010            | середня спеціальна | член Всеукраїнського об'єднання «Батьківщина» | Холмська пошта, начальник відділу зв'язку             |
| 19                                                      | Славова Іванна Степанівна     | 01.11.2010            | середня спеціальна | член Всеукраїнського об'єднання «Батьківщина» | будинок культури, хореограф                           |
| Соціалістична партія України                            |                               |                       |                    |                                               |                                                       |
| 16                                                      | Атанасій Євгенія Іванівна     | 01.11.2010            | середня спеціальна | позапартійна                                  | сільська амбулаторія, медична сестра                  |
| 20                                                      | Бажак Іван Петрович           | 01.11.2010            | вища               | позапартійний                                 | КСП «Вішневе», головний агроном                       |
| Самовисування                                           |                               |                       |                    |                                               |                                                       |
| 2                                                       | Стоянов Федір Васильович      | 01.11.2010            | середня спеціальна | позапартійний                                 | приватний підприємець                                 |
| 3                                                       | Тодоров Георгій Іванович      | 01.11.2010            | середня спеціальна | позапартійний                                 | ТОВ «Сузір'я», директор                               |
| 6                                                       | Ніколова Рита Василівна       | 01.11.2010            | вища               | позапартійна                                  | Холмський дитячий дошкільний заклад, завідувачка      |
| 14                                                      | Мітров Онофрей Іванович       | 01.11.2010            | середня спеціальна | позапартійний                                 | магазин «Ідеал», приватний підприємець                |
| 15                                                      | Желясков Петро Васильович     | 01.11.2010            | середня            | позапартійний                                 | фермерське господарство «Надежда», голова             |
| 17                                                      | Дімова Ганна Степанівна       | 01.11.2010            | середня спеціальна | член Народної партії                          | Холмська сільська рада, касир                         |